# Tacx Pro Classic 2019
La Tacx Pro Classic 2019, undicesima edizione della corsa, terza con questa denominazione, valida come evento dell'UCI Europe Tour 2019 categoria 1.1, si è svolta il 12 ottobre 2019 su un percorso di 204,6 km, con partenza da Middelburg ed arrivo a Neeltje Jans, nei Paesi Bassi. È stata vinta dall'olandese Dylan Groenewegen, che è giunto al traguardo in 4h 29' 18" alla media di 45,585 km/h precedendo l'italiano Elia Viviani e l'altro olandese Arvid de Kleijn, piazzatosi al terzo posto
Dei 119 ciclisti alla partenza furono 87 a portare a termine la gara.

## Squadre partecipanti
| N.    | Cod. | Squadra                   |
| ----- | ---- | ------------------------- |
| 1-7   | TJV  | Team Jumbo-Visma          |
| 11-17 | DQT  | Deceuninck-Quick Step     |
| 21-27 | ROC  | Roompot-Charles           |
| 31-37 | WGG  | Wanty-Gobert Cycling Team |
| 41-47 | SVB  | Sport Vlaanderen-Baloise  |
| 51-57 | COF  | Cofidis                   |
| 61-66 | COC  | Corendon-Circus           |
| 71-77 | TDE  | Total Direct Énergie      |
| 81-87 | BRT  | BEAT Cycling Club         |
| 91-97 | ALE  | Alecto Cycling Team       |

| N.      | Cod. | Squadra                   |
| ------- | ---- | ------------------------- |
| 101-107 | EVO  | Evopro Racing             |
| 111-117 | LKT  | LKT Team Brandenburg      |
| 121-127 | MET  | Metec-TKH-Mantel          |
| 131-137 | MTA  | Monkey Town-à Block CT    |
| 141-147 | SEG  | SEG Racing Academy        |
| 151-155 | TIS  | Tarteletto-Isorex         |
| 171-177 | CCD  | Differdange-GeBa          |
| 181-187 | SVL  | Sauerland NRW-SKS Germany |
| 191-197 | VLA  | Vlasman Cycling Team      |

## Ordine d'arrivo (Top 10)
| Pos. | Corridore         | Squadra      | Tempo    |
| ---- | ----------------- | ------------ | -------- |
| 1    | Dylan Groenewegen | Jumbo-V.     | 4h29'18" |
| 2    | Elia Viviani      | Deceuninck   | s.t.     |
| 3    | Arvid de Kleijn   | Metec-TKH    | s.t.     |
| 4    | Mike Teunissen    | Jumbo-Visma  | s.t.     |
| 5    | Christophe Noppe  | Sport Vlaad. | s.t.     |
| 6    | Roy Jans          | Corendon     | s.t.     |
| 7    | Andrea Pasqualon  | Wanty        | s.t.     |
| 8    | Jason Van Dalen   | Metec-TKH    | s.t.     |
| 9    | Filippo Fortin    | Cofidis      | s.t.     |
| 10   | Zico Waeytens     | Cofidis      | s.t.     |